# The Cabin: VR Escape the Room
The Cabin: VR Escape the Room est un jeu vidéo d'aventure en réalité virtuelle développé et édité par Blue Entropy Studios, sorti en 2017 sur Windows. Il est compatible Oculus Rift et HTC Vive.

## Accueil
- Canard PC : 5/10[1]